# Атемар
Атема́р (эрз. Атямарь) — село в Лямбирском районе Мордовии, административный центр Атемарского сельского поселения.

## География
Село расположено на берегу речки Атемарка в 36 километрах от районного центра и в 10 километрах к востоку от Саранска, с которым связано дорогой республиканского значения.

## Название
Название толкуется краеведами по-разному: м., э. мар «земляная насыпь, холм», ате, атя «старый». Не исключена связь с названием протекающей здесь Атемарки, а также с мордовским словом атямарь «вишня, вишнёвые заросли». Атемар был местом торжка (базарных съездов) в крае. История Атемара связана с бунтами (восстаниями) XVII—XVIII веков (см. Восстание Разина, Восстание Пугачёва).

## История
Село основано в 1638 году во время продолжения строительства Белгородской, а с 1647 года — Симбирской черты, как Атемарский острог (Атемарская крепость) на Атемарской засечной черте.
С 1640 года — столица Атемарского уезда; в 1687 году Атемар лишён городского статуса.
С 18 (29) декабря 1708 — в Азовской губернии, с 29 мая (9 июня) 1719 — в Пензенской провинции Казанской губернии; с 15 (26) сентября 1780 — в составе Саранского уезда.
В 1660 году переселенцами из городка Атема́р, при строительстве Карсунско-Симбирской сторожевой черты, основали село первоначально назвав Атемарской слободой, ныне село Валгуссы.
В 1926 году на базе частных известковых производств была организована промартель, с 1927 г. — ТОЗ, в 1929 г. — колхоз им. С. М. Будённого. В 1939 г. был создан колхоз им. 3-й пятилетки. В 1931—1958 гг. в Атемаре действовала крупная МТС.
В 1932 году был пущен в эксплуатацию завод по производству извести и известковой муки (ныне ООО «Диатомит-М»).
В 1960 году на базе местных колхозов был образован зерновой совхоз «Атемарский»; в 1990-е гг. — ГУП «Искра». В 1967 г. из совхоза была выделена в самостоятельное хозяйство птицефабрика «Атемарская».

## Население
| 2002 | 2010  | 2021  |
| ---- | ----- | ----- |
| 4146 | ↘4078 | ↗4245 |

Национальный состав: преимущественно русские.

## Инфраструктура
Основа экономики — коллективное сельское хозяйство.
В современной инфраструктуре Атемара — средняя школа (1871), 2 Дома культуры, сельская и школьная библиотеки, участковая больница, Дом торговли, Дом бытовых услуг, историко-краеведческий музей.
Возле села находится Атемарское месторождение мела.
Достопримечательности
В Атемаре и его окрестностях находятся исторические памятники XVII в.: Атемарский вал, земляные основания крепости-острога, Никольская церковь (архитектурный памятник XIX в.).

## Известные уроженцы
Атемар — родина большевиков В. Г. Залогова (делегата 2-го и 4-го (чрезвычайного) съездов Советов) и В. М. Гринина (члена Центробалта), стахановца В. Е. Курмышкина, Героя Социалистического Труда И. М. Стрельникова, Героя Советского Союза А. Н. Дерябина, полного кавалера ордена Славы И. Г. Годунова, кавалера 3 орденов Красной Звезды В. Д. Фадеева.